# Элиассон, Ян
Ян Кеннет Гленн Элиассон (швед. Jan Kenneth Glenn Eliasson; род. 17 сентября 1940, Гётеборг, Швеция) — шведский социал-демократический политик, дипломат, Председатель Генеральной Ассамблеи ООН (2005—2006), министр иностранных дел Швеции (2006). В настоящее время является специальным посланником Генерального секретаря ООН в Дарфуре, Судан.

## Образование
С 1957 по 1958 год обучался в Индиане, США по программе обмена студентами, затем в 1962 году окончил шведскую военно-морскую академию. В 1965 году получил степень магистра по экономике в Школе бизнеса, экономики и права Гётеборгского университета. Он также имеет почётный диплом Американского университета (1994), Гётеборгского университета (2001) и Уппсальского университета (2005).

## Карьера
Элиассон начал свою дипломатическую карьеру в 1965 году, со стажировки в шведском министерстве иностранных дел. С 1982 по 1983 год был дипломатическим советником шведского премьер-министра Улофа Пальме, а с 1983 по 1987 год генеральным директором по политическим вопросам в министерстве иностранных дел.
С 1980 по 1986 год Элиассон участвовал в миссии ООН по посредничеству в ирано-иракской войны. С 1988 по 1992 год занимал пост постоянного представителя Швеции в ООН и одновременно был личным представителем Генерального секретаря ООН по вопросам Ирана и Ирака. В 1991 году был председателем рабочей группы в Генеральной Ассамблее ООН по оказанию чрезвычайной помощи и заместителем Председателя Экономического и Социального Совета ООН (ЭКОСОС) с 1991 по 1992 год. 
 В 1992 году Элиассон был назначен первым заместителем Генерального секретаря ООН по гуманитарным вопросам. Он принимал участие в операциях в Сомали, Судане, Мозамбике и на Балканах.
С 1994 по 1999 год Элиассон был статс-секретарём МИДа, затем с 2000 по 2005 год послом Швеции в США. 13 июня 2005 года он был единогласно избран Председателем шестидесятой сессии Генеральной Ассамблеи Организации Объединённых Наций. Он занимал этот пост с 13 сентября 2005 по 11 сентября 2006 года.
С 24 апреля по 6 октября 2006 года он также являлся министром иностранных дел Швеции в социал-демократическом кабинете Йорана Перссона. После парламентских выборов в сентябре 2006 года, когда его партия проиграла выборы, он объявил, что будет преподавать в Уппсальском университете.
В декабре 2006 года Генеральный секретарь ООН Кофи Аннан назначил Элиассона специальным посланником в Дарфуре, Судан. 2 марта 2012 года Генеральный секретарь Пан Ги Мун назначил Яна Элиассона первым заместителем Генерального секретаря Организации Объединённых Наций. Он приступил к исполнению обязанностей первого заместителя Генерального секретаря 1 июля 2012 года.

## Семья
Ян Элиассон из семьи рабочего. Он женат, имеет троих детей: дочерей Анну и Эмили и сына Йохана. Жена Керстин — статс-секретарь министерства образования. Брат Рогер Хольтбак (Roger Holtback, р.1945) был одним из руководителей концерна «Вольво».

## Награды
- Нагрудный знак МИД России «За вклад в международное сотрудничество» (2007 год) — за активное и многолетнее содействие укреплению сотрудничества между Россией и Швецией[2]

В 2016 году удостоен золотой медали за выдающиеся заслуги перед шведской культурой, наукой и обществом — Иллис кворум.